# Roccantica
Roccantica là một đô thị ở tỉnh Rieti trong vùng Latium, có khoảng cách khoảng 50 km về phía đông bắc của Roma và cách khoảng 15 km southvề phía tây của Rieti. Tại thời điểm ngày 31 tháng 12 năm 2004, đô thị này có dân số 625 người và diện tích là 16,7 km².
Đô thị Roccantica có các frazione (đơn vị cấp dưới) Vallecupola.
Roccantica giáp các đô thị: Cantalupo in Sabina, Casperia, Monte San Giovanni in Sabina, Poggio Catino, Rieti, Salisano.